# Kronprinzenpokal 1910/11
Der Kronprinzenpokal 1910/11 war die dritte Auflage des Fußball-Pokalwettbewerbs, in dem die Auswahlmannschaften der Regionalverbände des Deutschen Fußball-Bundes gegeneinander antraten. Sieger wurde zum ersten Mal die Auswahl Norddeutschlands, die das Finale gegen Süddeutschland gewann.

## Teilnehmende Verbände
| Nordostdeutschland | Baltischer Rasen- und Wintersport-Verband |
| Südostdeutschland  | Südostdeutscher Fußball-Verband           |
| Berlin             | Verband Berliner Ballspielvereine         |
| Mark               | Märkischer Fußball-Bund                   |
| Mitteldeutschland  | Verband Mitteldeutscher Ballspiel-Vereine |
| Norddeutschland    | Norddeutscher Fußball-Verband             |
| Westdeutschland    | Westdeutscher Spiel-Verband               |
| Süddeutschland     | Verband Süddeutscher Fußball-Vereine      |

## Viertelfinale
| Paarung | Paarung | Paarung            | Ergebnis  | Datum            | Ort                              | Zuschauer | Tore |
| --- | ------- | ------------------ | --------- | ---------------- | -------------------------------- | --------- | --- |
| Westdeutschland | –       | Süddeutschland     | 1:4 (0:1) | 9. Oktober 1910  | Köln, Weidenpescher Park         | 1600      | 0:1 Philipp (22.), 0:2 Breunig (62., Elfmeter), 1:2 Umbach (69.), 1:3 Hiller (72.), 1:4 Breunig (84., Elfmeter) |
| Mitteldeutschland | –       | Norddeutschland    | 0:2 (0:1) | 9. Oktober 1910  | Leipzig, Wacker-Platz Debrahof   | 3000      | 0:1 Adolf Jäger (33.), 0:2 Fick (65.) |
| Berlin | –       | Mark               | 8:2 (2:1) | 9. Oktober 1910  | Berlin-Tempelhof, Germania-Platz | 3500      | 1:0 Worpitzky (30.), 1:1 Paul Fischer (35., Elfmeter), 2:1 Worpitzky (41.), 3:1 Wiesener (49.), 4:1 Worpitzky (53.), 5:1 Knesebeck (55.), 6:1 Worpitzky (?.), 7:1 Worpitzky (?.), 7:2 Meye (?.), 8:2 Wiesener (79.) |
| Nordostdeutschland | –       | Südostdeutschland  | 1:1 (1:0) | 9. Oktober 1910  | Danzig, Heinrich-Ehlers-Platz    | unbek.    | 1:0 Konietzka (38.), 1:1 unbekannt (87.) |
| Das Spiel Nordostdeutschland – Südostdeutschland konnte wegen hereinbrechender Dunkelheit nicht verlängert werden und wurde daher wiederholt: |         |                    |           |                  |                                  |           | |
| Südostdeutschland | –       | Nordostdeutschland | 6:2 (2:2) | 30. Oktober 1910 | Cottbus, Alemannia-Platz         | 1200      | 1:0 Meckeler (38.), 1:1 Lowien (17., Elfmeter), 1:2 Liebsch (38.), 2:2 Meckeler (44.), 3:2 Meckeler (60.), 4:2 Meckeler (72.), 5:2 Hamann (73.), 6:2 Kreissig (73.)                                                 |

## Halbfinale
| Paarung         | Paarung | Paarung           | Ergebnis   | Datum             | Ort                                                               | Zuschauer | Tore |
| --------------- | ------- | ----------------- | ---------- | ----------------- | ----------------------------------------------------------------- | --------- | --- |
| Süddeutschland  | –       | Berlin            | 3:1 (0:0)  | 13. November 1910 | Frankfurt am Main, Victoria-Platz an der Eschersheimer Landstraße | 5000      | 0:1 Worpitzky (48.), 1:1 Löble (50.), 2:1 Philipp (60.), 3:1 Gablonsky (80.) |
| Norddeutschland | –       | Südostdeutschland | 11:0 (5:0) | 13. November 1910 | Hamburg, Victoria-Platz                                           | 1500      | 1:0 Garrn (6.), 2:0 Adolf Jäger (11.), 3:0 Adolf Jäger (15.), 4:0 Adolf Jäger (18.), 5:0 Adolf Jäger (39.), 6:0 Noe (55.), 7:0 Queck (60.), 8:0 Adolf Jäger (70.), 9:0 Garrn (75.), 10:0 Queck (83.), 11:0 Noe (86.) |

## Finale
| Paarung         | Norddeutschland – Süddeutschland |
| Ergebnis        | 4:2 n. V. (2:2, 1:1, 1:0) |
| Datum           | 25. Mai 1911 |
| Stadion         | Viktoria-Platz, Mariendorf (bei Berlin) |
| Zuschauer       | 3000 |
| Schiedsrichter  | Curt von Paquet (Berlin) |
| Tore            | 1:0 Garrn (3.), 1:1 Gratzmüller (59.), 1:2 Löble (102.), 2:2 Laessig (119.), 3:2 Möller (125.), 4:2 Möller (127.) |
| Norddeutschland | Adolf Werner (SC Victoria Hamburg) – Hermann Neiße (Eimsbütteler TV), Albert Stamm (FC Eintracht von 1895) – Richard Schuck (FV Holstein Kiel), Willi Zincke (FV Holstein Kiel), Hans Reese (FV Holstein Kiel) – Adolf Gehrts (SC Victoria Hamburg), Hermann Garrn (SC Victoria Hamburg), Hermann Schlengemann (FV Werder Bremen), Martin Laessig (Hamburger FC 1888), Ernst Möller (FV Holstein Kiel) |
| Süddeutschland  | Walter Borck (MTV München) – Karl Aldebert (1. FC Nürnberg), Ernst Hollstein (Karlsruher FV) – Hermann Bosch (Karlsruher FV), Arthur Hiller (1. FC Pforzheim), Wilhelm Gros (Karlsruher FV) – Karl Wegele (Karlsruher FC Phönix), Otto Gratzmüller (MTV München), Otto Löble (FC Kickers Stuttgart), Eugen Kipp (Sportfreunde Stuttgart), Karl Heilig (FC Kickers Stuttgart)                           |

1. ↑  Nach 120 Minuten wurde ein zweites Mal verlängert (2x10 min.).

## Die Siegermannschaft
Nachfolgend ist die Siegermannschaft mit Einsätzen und Toren der Spieler angegeben.
| Norddeutschland | |
|                 | - Tor: Adolf Werner (SC Victoria Hamburg) (3/-) - Abwehr: Kullmann (FC Union 03 Altona) (1/-), Hermann Neiße (Eimsbütteler TV) (2/-), Albert Stamm (FC Eintracht von 1895) (3/-) - Mittelfeld: Otto Bülte (FC Eintracht von 1895) (2/-), Carl Lüdecke (Eimsbütteler TV) (1/-), Walter Poppe (FC Eintracht von 1895) (1/-), Hans Reese (FV Holstein Kiel) (1/-), Richard Schuck (FV Holstein Kiel) (1/-), Hans Weymar (SC Victoria Hamburg) (2/-), Willi Zincke (FV Holstein Kiel) (1/-) - Sturm: Franz Dette (FC Eintracht von 1895) (1/-), Willi Fick (FV Holstein Kiel) (1/1), Hermann Garrn (SC Victoria Hamburg) (2/3), Adolf Gehrts (SC Victoria Hamburg) (1/-), Karl Hanssen (Altonaer FC 1893) (2/-), Adolf Jäger (Altonaer FC 1893) (2/6), Martin Laessig (Hamburger FC 1888) (1/1), Ernst Möller (FV Holstein Kiel) (1/2), Wilhelm Noë (SC Victoria Hamburg) (1/2), Richard Queck (FC Eintracht von 1895) (2/2), Hermann Schlengemann (FV Werder Bremen) (1/-) - Trainer: – |

## Erfolgreichster Torschütze
| Spieler     | Verein           | Tore |
| ----------- | ---------------- | ---- |
| Adolf Jäger | Altonaer FC 1893 | 6    |